# کاستل د کاستیس

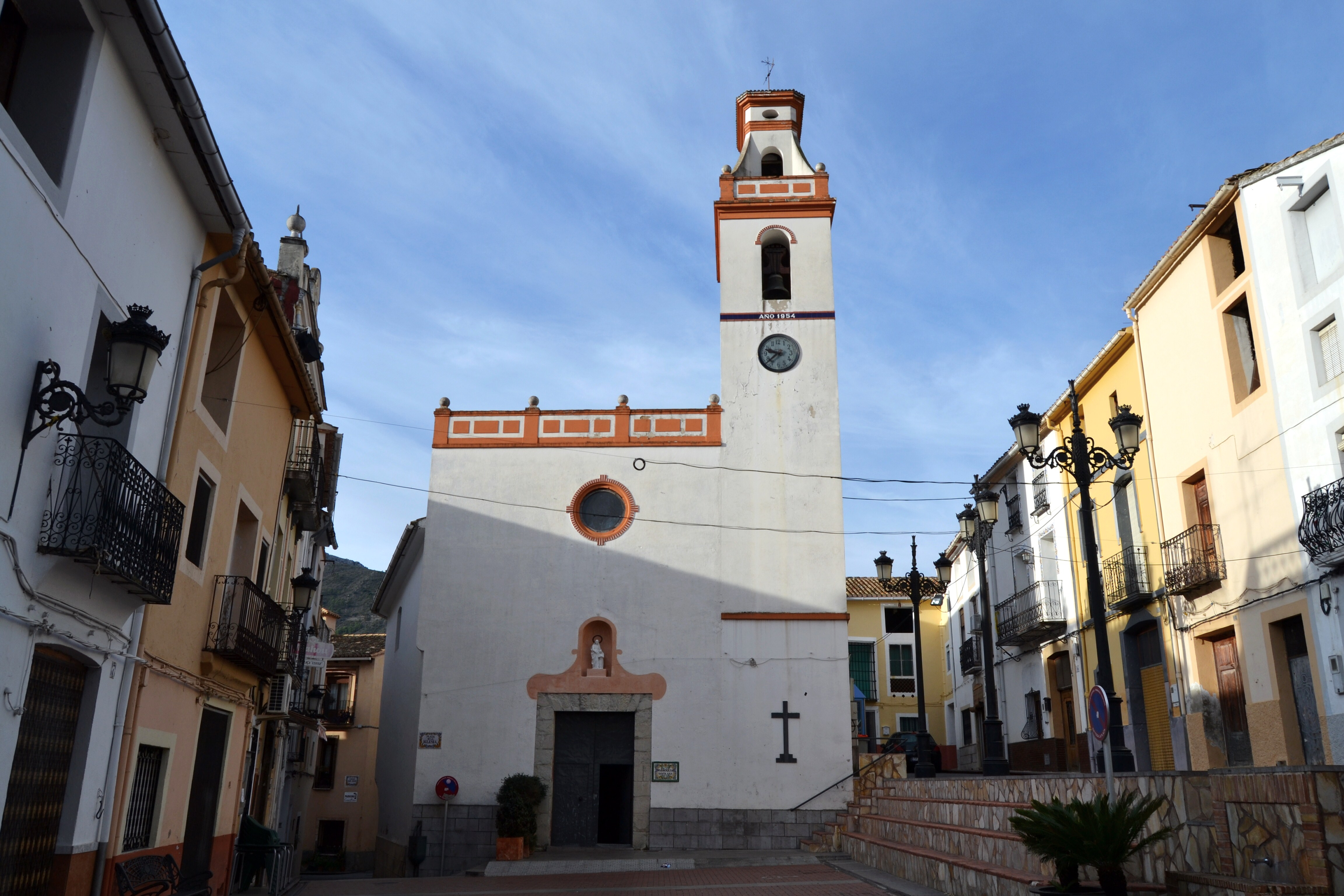
کاستل د کاستیس

کاستِل دِ کاستِیس (به اسپانیایی: Castell de Castells) دهستانی در استان آلیکانتهٔ اسپانیا است.
در این دهستان ۴۸۷ نفر زندگی می‌کنند. مساحت این دهستان ۴۶٫۰۹ کیلومتر مربع است.